# Skoda Motorsport
Škoda Motorsport és el departament de competició del fabricant d'automòbils txec Škoda. Al llarg de la seva història ha participat a diferents campionats nacionals i internacionals, com el Campionat Mundial de Ral·lis, el Campionat d'Europa de Ral·lis o el Intercontinental Rally Challenge.
Ha guanyat la categoria WRC 2 del Campionat Mundial amb els pilots Esapekka Lappi l'any 2016, Pontus Tidemand l'any 2017, Jan Kopecký l'any 2018 i Kalle Rovanperä l'any 2019 (WRC 2 Pro). L'any 1994 va guanyar la Copa del Món de Ral·li de 2 Litres.
També ha guanyat el Campionat d'Europa amb els pilots Juho Hänninen al 2012, Jan Kopecký al 2013 i Esapekka Lappi al 2014. Així com l'IRC amb els pilots Jan Kopecký al 2010 i Andreas Mikkelsen al 2011 i 2012.

## Història
Škoda Motorsport comença a participar a categories menors del Campionat Mundial de Ral·lis a partir de 1993. Participa a la categoria 2L amb l'Škoda Favorit 136L, categoria que aconsegueix guanyar la temporada 1994. La temporada 19998 disputa la categoria Kit-Car amb l'Škoda Octavia Kit Car.

### Campionat Mundial (1999-2005)
Després d'una llarga història amb victòries en campionats regionals, Škoda va començar a participar en el Campionat Mundial de Ral·lis l'any 1999, amb l'Škoda Octavia WRC amb Armin Schwarz com a pilot principal. El cotxe va demostrar ser poc fiable i tan sols Bruno Thiry va ser capaç de puntuar al llarg del campionat al acabar quart al Ral·li de la Gran Bretanya.
La temporada 2000 els pilots són Armin Schwarz i Luís Climent. Malgrat la millora, els resultats seguiren sent força modest. No serà fins al 2001, amb Schwarz i Thiry com a principals pilots, la primera temporada on l'equip disputa tots els ral·lis del campionat, que s'aconsegueix el millor resultat amb l'Octavia WRC, amb un tercer lloc d'Armin Schwarz al Ral·li Safari.
Per la temporada 2002 els pilots esdevenen Kenneth Eriksson i Toni Gardemeister. De nou els resultats seran foça modestos, amb un cinquè lloc de Gardemeister al Ral·li de l'Argentina com a millor resultat.
Didier Auriol s'incorpora com a pilot principal la temporada 2003 amb Toni Gardemeister com a segon pilot. Aquella temporada l'equip la comença amb l'Škoda Octavia WRC però a partir del Ral·li d'Alemanya, l'Octavia va ser substituït per un cotxe més petit, l'Škoda Fabia WRC. El millor resultat de l'any seria una sisena posició d'Auriol al Ral·li de l'Argentina.
La temporada 2004 va servir per desenvolupar el Fabia, motiu pel qual l'equip es centrà a disputar tan sols els ral·lis europeus del Campionat Mundial. Per altra banda, al 2005, utilitza diversos pilots per diferents ral·lis, com Armin Schwarz, Alexandre Bengue, Mikko Hirvonen, Colin McRae o Jan Kopecky. Un cop acabada la temporada 2005, l'equip es retirà de forma oficial del Mundial, si bé a la temporada 2006 participà amb l'equip semioficial Red Bull Škoda Team.

### IRC (2009-2012)
L'any 2006 neix l'Intercontinental Rally Challenge, campionat en el que l'any 2009 hi debuta Škoda Motorsport amb el Škoda Fabia S2000 i els pilots Jan Kopecký i Juho Hänninen. Amb dues victòries i tres segons llocs, Jan Kopecký finalitzaria subcampió, tan sols superat per Kris Meeke. Hänninen també aconseguiria guanyar una de les proves i finalitzaria en sisena posició del campionat.
A partir d'aquí, Skoda es converteix en la gran dominadora d'aquest campionat, aconseguint el títol de cosntructors de les temporades 2010, 2011 i 2012, així com els títols de pilots l'any 2010 amb Jan Kopecký i els anys 2011 i 2012 amb Andreas Mikkelsen.

### Campionat d'Europa (2012-2014)
La temporada 2012, Skoda s'introdueix al Campionat d'Europa de Ral·lis mentre disputa en paral·lel l'IRC. Els tres pilots elegits són Hänninen, Kopecký i Esapekka Lappi. El cotxe utilitzat és el Škoda Fabia S2000 i Juho Hänninen es proclama campió d'Europa, imposant-se en quatre de les proves.
A partir de 2013, es fusiona el Campionat d'Europa amb el IRC, fet que fa que Skoda no hagi de doblar els dos campionats. En aquesta ocasió és Jan Kopecký el pilot que aconsegueix guanyar el Campionat, aconseguint sis victòries parcials.
Al 2014 aconsegueixen el tercer títol de pilots consecutius, aquesta vegada amb Esapekka Lappi, mentre que el segon pilot de l'equip, Sepp Wiegand, finalitza subcampió, tot demostrant la superioritat del equip txec en el campionat.

### WRC 2 (2015-2019)
L'any 2015 debuta l'Škoda Fabia Rally2, vehicle utilitzat a la categoria WRC 2 del Campionat Mundial de Ral·lis. Škoda Motorsport guanya el títol de cosntructors els anys 2015, 2016, 2017, 2018 i 2019 (aquest últim a la categoria WRC 2 Pro). Pel que fa a pilots, Esapekka Lappi guanya el títol de 2016, Pontus Tidemand el de 2017, Jan Kopecký el del 2018 i Kalle Rovanperä el de 2019 (aquest últim a la categoria WRC 2 Pro).
A partir de 2020, l'equip va un canvi estratègic i passa a donar suport a altres equips, més com a proveïdor, motiu pel qual deixa de competir oficialment, si bé estableix importants relacions amb altres equips com Toksport WRT.